# Risa Ozaki
Risa Ozaki (Japans: 尾崎 里紗, Ozaki Risa) (Kobe, 10 april 1994) is een tennisspeelster uit Japan. Ozaki begon met tennis toen zij zeven jaar oud was. Haar favoriete ondergrond is hardcourt. Zij speelt rechtshandig en heeft een tweehandige backhand.

## Loopbaan

### Enkelspel
Ozaki debuteerde in 2010 op het kwalificatietoernooi van het WTA-toernooi van Osaka (Japan). Zij stond in 2012 voor het eerst in een finale, op het ITF-toernooi van Tsukuba (Japan) – zij verloor van landgenote Aki Yamasoto. In 2013 veroverde Ozaki haar eerste titel, op het ITF-toernooi van Changwon (Zuid-Korea), door de Chinese Zhang Yuxuan te verslaan. Tot op hedenaugustus 2016 won zij vier ITF-titels, de meest recente in 2015 in Stuttgart-Vaihingen (Duitsland).
In 2013 kwalificeerde Ozaki zich voor het eerst voor een WTA-hoofdtoernooi, op het toernooi van Tasjkent. Zij bereikte er de tweede ronde. Haar beste resultaat op de WTA-toernooien is het bereiken van de kwartfinale op het toernooi van Suzhou in 2014 en op het toernooi van Washington in 2016.
Haar hoogste notering op de WTA-ranglijst is de 121e plaats, die zij bereikte in juni 2016.

### Dubbelspel
Ozaki was weinig actief in het dubbelspel. Zij debuteerde in 2011 op het ITF-toernooi van Fukuoka (Japan), samen met landgenote Akiko Omae. Haar beste resultaat op de ITF-toernooien is het bereiken van de tweede ronde, op het ITF-toernooi van Wellington (Nieuw-Zeeland) in 2012, samen met landgenote Miyu Kato
In 2013 speelde Ozaki voor het eerst op een WTA-hoofdtoernooi, op het toernooi van Osaka, samen met landgenote Kurumi Nara. Zij stond in 2016 voor het eerst in een WTA-finale, op het toernooi van Washington, samen met landgenote Shuko Aoyama – zij verloren van het koppel Monica Niculescu en Yanina Wickmayer.

### Tennis in teamverband
In 2014 vertegenwoordigde Ozaki Japan bij de Fed Cup. Zij won haar beide (dubbelspel)partijen, samen met Shuko Aoyama. Onder meer versloegen zij tijdens de Wereldgroep II play-offs het Nederlandse koppel Richèl Hogenkamp en Michaëlla Krajicek.

## Posities op deWTA-ranglijst
Positie per einde seizoen:
| jaar | rang enkelspel | rang dubbelspel |
| ---- | -------------- | --------------- |
| 2011 | 972            | –               |
| 2012 | 333            | 1019            |
| 2013 | 188            | 1211            |
| 2014 | 220            | –               |
| 2015 | 145            | –               |

## Palmares
| Legenda                 |
| ----------------------- |
| Grandslamtoernooi       |
| Olympische Spelen       |
| Year-End Championships  |
| Premier Mandatory       |
| Premier Five / WTA 1000 |
| Premier / WTA 500       |
| International / WTA 250 |
| Challenger / WTA 125    |

### WTA-finaleplaatsen enkelspel
geen

### WTA-finaleplaatsen vrouwendubbelspel
| nr.              | finale     | toernooi       | ondergrond | partner      | tegenstandsters                   | score    |         |
| ---------------- | ---------- | -------------- | ---------- | ------------ | --------------------------------- | -------- | ------- |
| gewonnen finales |            |                |            |              |                                   |          |         |
| geen             |            |                |            |              |                                   |          |         |
| verloren finales |            |                |            |              |                                   |          |         |
| 1.               | 2016-07-24 | WTA Washington | hardcourt  | Shuko Aoyama | Monica Niculescu Yanina Wickmayer | 4-6, 3-6 | details |

### Gewonnen ITF-toernooien enkelspel
| nr. | finale     | toernooi            | dotatie | tegenstandster in finale | score         |
| --- | ---------- | ------------------- | ------- | ------------------------ | ------------- |
| 1.  | 2013-06-02 | Changwon            | $25.000 | Zhang Yuxuan             | 6-4, 6-4      |
| 2.  | 2013-07-21 | Granby              | $25.000 | Samantha Murray          | 0-6, 7-5, 6-2 |
| 3.  | 2015-06-21 | Incheon             | $25.000 | Liu Chang                | 5-7, 7-6, 6-3 |
| 4.  | 2015-07-05 | Stuttgart-Vaihingen | $25.000 | Romina Oprandi           | 6-7, 7-5      |

## Resultaten grandslamtoernooien
| Legenda | Legenda                          |
| ------- | -------------------------------- |
| g.t.    | geen toernooi gehouden           |
| l.c.    | lagere categorie                 |
| –       | niet deelgenomen                 |
| G       | uitgeschakeld in de groepsfase   |
| 1R      | uitgeschakeld in de eerste ronde |
| 2R      | uitgeschakeld in de tweede ronde |
| 3R      | uitgeschakeld in de derde ronde  |
| 4R      | uitgeschakeld in de vierde ronde |
| KF      | uitgeschakeld in de kwartfinale  |
| HF      | uitgeschakeld in de halve finale |
| F       | de finale verloren               |
| W       | het toernooi gewonnen            |
| w-v     | winst/verlies-balans             |

### Enkelspel
| Toernooi        | 2017 |
| --------------- | ---- |
| Australian Open | 1R   |
| Roland Garros   | 1R   |
| Wimbledon       | 1R   |
| US Open         | 2R   |